# Virginia Gasull
Virginia Gasull (Irun, 1974) és una escriptora basca.

## Biografia
Virginia Gasull comença la seva activitat professional en el sector de l'arquitectura i després ho dirigeix cap al desenvolupament de projectes relacionats amb Internet. En paral·lel realitza estudis de sexologia i en 2009 inicia la seva labor professional com a formadora impartint xerrades per a grups i associacions de dones. La seva afició per la cultura del vi la porta també a realitzar diferents cursos d'enologia i tast, així com visites a cellers a les principals regions vinícoles d'Europa. Durant una d'aquestes visites a la regió de Bordeus, comença un estudi La Historia de los viticultores franceses durante la ocupación alemana en la Segunda Guerra Mundial; i comença a escriure relats curts. En 2013 se submergeix en la recerca i elaboració de la seva primera novel·la: In vino Veritas on conjumina la cultura del vi, el període històric de la Segona Guerra Mundial i el món de l'Art. In Vino Veritas va ser publicat en Amazon i va obtenir un gran èxit de descàrregues o crítiques, mantenint-se durant diverses setmanes en el número 1 de la llista de més venuts, rebent al cap de poc temps la proposta de Suma de Letras (Penguin Random House) per ser publicada sota el seu segell editorial. L'estiu de 2015 va signar la cessió de drets amb la productora Orreaga Filmak per a l'adaptació cinematogràfica de "In vino Veritas".

## Obres
- In Vino Veritas (Suma de Letras, 2015)
- Nicole (Suma de Letras, 2021)[5]